# Neal Cassady (zespół muzyczny)
Neal Cassady – polski zespół muzyczny założony w 2015 w Krakowie przez Rafała Klimczaka (frontman), współtworzony przez niego wraz z Marcinem Gągolą, Tomkiem Głucem i Michałem Dymnym. Grupa wydała trzy albumy studyjne, zagrała kilkadziesiąt koncertów na festiwalach muzycznych i nagrała kilka sesji radiowych.

## Historia
Początkowo grupa występowała jako Neal Cassady & The Fabulous Ensemble nawiązując do amerykańskiego poety Neala Cassady. 30 lipca 2015 zespół wydał własnym nakładem debiutancki album Night Howler, dystrybuowany na winylu oraz w platformach streamingowych. Muzycy zebrali środki na wydawnictwo przez crowdfunding. Płycie towarzyszył klip Woolf Is Just a Drunk autorstwa Agaty Włodarczyk.  Okładkę Night Howler zaprojektowała Anna Laszczyk.
Druga płyta Neal Cassady, Later Than You Think, ukazała się 16 marca 2018. Okładkę zaprojektowała Agata Kus. Wraz z premierą albumu muzycy opublikowali wideoklip do utworu Met At Mall. W 2019 zespół znalazł się na liście nadziei na 2020 według magazynu Teraz Rock.
Zespół zagrał kilkadziesiąt koncertów, m.in. na festiwalach w Jarocinie, Soundrive 2016, Green Zoo i GrassRoots, w Zachęcie (2017) i Bunkrze Sztuki (2020). Utwory Neal Cassady były emitowane na antenach polskich rozgłośni radiowych. Zespół nagrywał sesje radiowe na żywo, m.in. w OFF Radio Kraków, Radiu Lublin i dwukrotnie w Programie Trzecim Polskiego Radia – w 2017 w Studiu im. Agnieszki Osieckiej, a w 2018 w audycji Offensywa Piotra Stelmacha.
Twórczość Neal Cassady została opisana jako „mieszanka wybuchowa”, „psychodeliczne gitarowe granie łączone z euforyczną punkową energią”, „energetyczna neo-psychodelia, ładne piosenki poddane garażowej obróbce – powykręcane i rozimprowizowane”.

## Skład
- Rafał Klimczak: wokal, gitary
- Marcin Gągola: bas, Disney i inne
- Tomek Głuc: perkusja
- Michał Dymny: gitary, klawisze, organy

Na podstawie materiału źródłowego

## Dyskografia
- 2015: Night Howler
- 2018: Later Than You Think
- 2022: Damage Has Been Done[3]